# Cheilosia polita
Cheilosia polita är en tvåvingeart som först beskrevs av Becker 1894.  Cheilosia polita ingår i släktet örtblomflugor, och familjen blomflugor.
Artens utbredningsområde är Ungern. Inga underarter finns listade i Catalogue of Life.